# Stammliste der Přemysliden
Stammliste der Přemysliden mit den in der Wikipedia vertretenen Personen und wichtigen Zwischengliedern.
Die mangelhafte, oft fehlerhafte, Quellenlage betrifft den gesamten Zeitraum aller Familienzweige. Gesicherte Daten sind urkundlich genannt, Geburts- und Sterbedaten o. g. Zeiträume jedoch oft ungesichert und nach höchstmöglicher Wahrscheinlichkeit der oft abweichenden Datenquellen unter Vorbehalt zu betrachten. Es bleiben genealogische Details, sogar die Zuordnung von Mitgliedern des Hauses, ungeklärt.

## Die Herzöge von Böhmen 868–1085, König von Böhmen 1085–1092
Als der mythische Stammvater des böhmischen Herrschergeschlechts der Přemysliden wird Přemysl der Pflüger angeführt. Der erste historisch/urkundlich greifbare Vertreter aus dem Geschlecht der Přemysliden war Bořivoj I., (* zwischen 852 und 855; † 888/889). Er heiratete um 874 Ludmilla von Böhmen, (* zwischen 855 und 860; † 15. September 921 in Tetín; ▭ im Kloster St. Georg), Tochter von Fürst Slavibor (830–) und N.N. Sie hatten folgende Nachkommen:
A1. Spytihněv I., Herzog von Böhmen (894–915), (* um 875; † 915)
A2. Vratislav I., Herzog von Böhmen (915–921), (* 888; † 13. Februar 921); ⚭ (um 906) Drahomíra von Stodor (* um 890, nach anderer Angabe 877; † nach 935, im Exil)
B1. Wenzel von Böhmen, auch „Wenzeslaus von Böhmen“ oder „Heiliger Wenzel“, tschechisch Svatý Václav, (* (903/907); † 28. September 935 in Altbunzlau, ermordet; ▭ im Veitsdom, Prag); ⚭ () N.N.
C1. (illegitim mit N.N.) Zbraslav
B2. Boleslav I., „der Grausame“, (Herzog) (935–972), (* (905/915); † 15. August (973–976)); ⚭ ((929)) Biagota N.N.
C1. [unsicher]Vladivoj, Herzog von Böhmen (1002–1003), (* um 981; † (Januar/März) 1003)
C2. Dobroslawa, († 977); ⚭ I: () Gunther von Merseburg, Markgraf der Mark Meißen und der Mark Merseburg, Ekkehardiner, (* vor 949; † 13. Juli 982 bei Crotone, Kalabrien, Italien), Sohn von Graf Ekkehard von Merseburg (–) und N.N. (–); ⚭ II: (965) Herzog Mieszko I., Fürst der Polanen, Herzog von Polen ((960)), (* 922/945; † 25. Mai 992), (⚭ II: (978) Oda von Haldensleben, (* vor 962; † 1023), Tochter von Dietrich von Haldensleben, Markgraf der Nordmark, (–985) und N.N. (–)), Sohn von Siemomysl N.N. (–964) und N.N. (–)
C3. Boleslav II., „der Fromme“, Herzog von Böhmen (967–999), († 7. Februar 999); ⚭ ((nicht vor 987)) Emma (von Burgund), († 1005/1006), möglicherweise identisch mit Emma von Italien, unsicher: (⚭ I: (Anfang 966) König Lothar (* Ende 941; † 2. März 986 in Laon), Sohn von König Ludwig IV., „der Überseeische“, (920/921–954) und Herzogin Gerberga (913–969)), Tochter von König Lothar II. von Italien (928–950) und Adelheid von Burgund (931/932–999)
D1. Wenzel, († jung)
D2. Boleslav III., „der Rote“, Herzog von Böhmen (999–1002 und 1003), geblendet (1003), (* vor 999; † 1037 in Polen, in politischer Haft); ⚭ () Predslawa N.N.
D3. Jaromír, Herzog von Böhmen (1002–1003, 1004–1012 und 1033–1034), entmannt, geblendet (1034), († 4. November 1035 bei Lyssa, ermordet)
D4. Oldřich (Udalrich), Herzog von Böhmen (1012–1033 und 1033–1034), († 9. November 1034); ⚭ I: () N.N.; ⚭ II: () Božena N.N., († 1055)
E1. Břetislav I., Fürst von Mähren (um 1025–1031), Herzog von Böhmen (1034–1055), (* um 1005; † 10. Januar 1055 in Chrudim); ⚭ (nach 1021) Judith von Schweinfurt, verbannt (1055), (* vor 1003; † 2. August 1058 in Ungarn), (⚭ II: (April 1055) Peter Orseolo (Peter (Orseolo) Király Magyar), König von Ungarn, (* um 1008; † 30. August 1059; ▭ in Fünfkirchen), Sohn von Ottone Orseolo (Pietro Orseolo) (vor 1009–nach 1026) und Marie von Ungarn (Maria Királyi Hercegnö Magyar) (989–1026)), Tochter von Markgraf Heinrich von Schweinfurt (um 975–1017) und Gräfin Gerberga von Kinziggau, Konradiner, (um 970–nach 1036)
F1. Spytihněv II., Fürst von Mähren (1049–1054), Herzog von Böhmen (1055–1061), (* 1031; † 28. Januar 1061); ⚭ () Hidda von Wettin († 28. Januar 1061), Tochter von Markgraf Dietrich I. von Wettin (990–1034) und Mathilde von Meißen (–)
G1. Svatibor Friedrich, Patriarch von Aquileia (1084–1085), († 23. Februar 1085, erschlagen)
G2. Tochter, ⚭ () Wichmann von Cella
F2. Vratislav II., Herzog von Olmütz (1054–1059), Herzog von Böhmen (1061–1085), König von Böhmen (15. Juni 1086), (* um 1032; † 14. Januar 1092, Jagdunfall; ▭ auf Vyšehrad); ⚭ I: () Maria; ⚭ II: (1057) Adelheid von Ungarn, (* (1040); † 27. Januar 1062), Tochter von König Andreas I. von Ungarn (1015–1060) und Anastasia von Kiew (1021–1096); ⚭ III: (1062/1063) Swatawa von Polen, (* (um 1048); † 1. September 1126), Tochter von Fürst Kasimir I. Karl (1016–1058) und Maria Dobroniega (nach 1012–1087); Nachkommen siehe hier
F3. Konrad I. (Böhmen), Fürst von Znaim (1054), Herzog von West-Mähren (Brno) (1061–1092), Herzog von Böhmen (1092), (* um 1035; † 6. September 1092 in Prag); ⚭ () Wirpirk (Hildburg), urkundlich 1092
G1. Udalrich, Herzog von Mähren in Brno (1101–1113), († 27. März 1113); ⚭ () N.N.
H1. Vratislav Brněnský, Herzog von Mähren (1146), urkundlich 1132, (* nach 1111; † 16. August/21. September 1155); ⚭ (1132) N.N. Vasilkovna, Tochter von Vasilko Rostislavich (um 1067–1124/1125) und N.N.
I1. Spytihněv, Herzog von Brünn (1189–1191 und 1195–1197), († 1198, an den Folgen einer Blendung)
I2. Svatopluk, Herzog von Brünn (1195–1197), († vor 5. Juni 1201)
I3. Agnes, († vor 1197)
H2. Nadčia, urkundlich 1096
G2. Lutold, Herzog von Mähren in Znaim (1101), († 15. März 1112); ⚭ () Ita von Österreich, Tochter von Leopold II. von Österreich (–1095) und Ita (–1101)
H1. Konrad II., Herzog von Mähren in Znaim (–1146), Markgraf (1146–1147), Herzog von Mähren (1160), urkundlich 1123 bis 1161, († nach 1161); ⚭ (1132) Maria von Ungarn († 1190/1196), Tochter von Álmos (1068–1129) und Predslava Sviatopolkovna von Kiew (–)
I1. Ernst, († nach 17. September 1156)
I2. Konrad III. Otto, Herzog von Mähren (1174), Herzog von Mähren in Znaim (1177), Markgraf von Mähren (1182–1187), Herzog von Böhmen (1189–1191), (* vor 1150; † 9. September 1191 bei Neapel); ⚭ () Heilika von Wittelsbach († nach 13. August 1189), Tochter von Otto III. (IV.) von Wittelsbach, Pfalzgraf von Bayern, (um 1120/25–1189) und Benedikte von Moosburg (–)
I3. Helena, (* (1140/1142); † 1202/1206); ⚭ (um 1163) Kasimir II. „der Gerechte“, Fürst von Sandomir und Krakau (1177), Fürst von Kujawien und Masowien (1186), (* 1138; † 5. Mai 1194 in Krakau), Sohn von Herzog Bolesław III. Schiefmund (1085–1138) und Salome von Berg (um 1099–1144)
F4. Jaromír-Gebehard, Kanzler von König Heinrich IV. (11. Juni 1077–1084), Bischof von Prag (30. Juni 1068–1090) abgesetzt (1073–1074), (* um 1040; † 26. Juni 1090 in Gran)
F5. Otto I., „der Schöne“, († 9. Juni (1087); ▭ in Graditz); ⚭ (vor 1073) Euphemia von Ungarn, (* um 1045/1055; † 2. April 1111), Tochter von König Bela I. (1015/20–1063) und Richeza von Polen (1013–1075)
G1. Svatopluk von Olmütz, Herzog von Mähren in Olmütz (um 1095), Herzog von Böhmen (1107–1109), († 21. September 1109, ermordet); ⚭ () N.N.
H1. Wenzel I., Herzog von Mähren in Olmütz (1126), (* um 1107; † 1. März 1130)
G2. Otto II. Niger, „der Schwarze“, Herzog von Mähren in Olmütz (1107), (* um 1095; ⚔ 18. Februar 1126 in der Schlacht bei Chulmec); ⚭ (nach 1113) Sophia von Berg, († 31. Mai (1126)), Tochter von Graf Heinrich I. von Berg (–nach 1122) und Adelheid von Mochental (–(1122/1125))
H1. Euphemia, (* 1115); ⚭ (23. Dezember 1143/6. Januar 1144) Swjatopolk, Fürst von Pskow (1138–1140), Fürst von Nowgorod (1142–1148), Fürst von Wolhynien (1148–1154), (* um 1112; † 1154), Sohn von Mstislaw I. Wladimirowitsch „der Große“ (1076–1132) und Christina von Schweden (–1122)
H2. Otto III. Dethleb, Herzog von Mähren in Olmütz (1145), (* 1122; † 12. Mai 1160); ⚭ () Durantia N.N., († nach 13. Dezember 1160)
I1. Svatava, († vor 1160)
I2. Vladimir, Fürst von Olmütz, urkundlich 1198, (* 1145; † vor 11. Dezember 1200)
I3. Brětislav, urkundlich 1198, († vor 1201); ⚭ N.N.
J1. Siegfried, Domherr zu Olmütz (1220), (†† 1227)
I4. Maria, urkundlich 1198
I5. Durantia, urkundlich 1198
I6. Euphemia, urkundlich 1198
I7. Hedwig, († nach 16. Januar 1160)
H3. Svatopluk, urkundlich 1146
G3. Bohuslava, urkundlich 1078
F6. Dymudia, urkundlich 1055
E2. Vratislav, Domherr zu Prag (1055)
D5. Luta, urkundlich um 1026
C4. Strahkvas Christian, Mönch zu Regensburg, Bischofsanwärter für Prag (995), (* 28. September 929; † 996)
C4. Mlada Maria, Äbtissin des Klosters St. Georg, Prag
B3. (Spytihněv), († jung)
B4. Přibislava; ⚭ (vor 938) N.N.
B5. 2 Töchter; ⚭ () N.N.

## Die Herzöge von Böhmen seit 1092, 1158–1172 und erbliche Könige von Böhmen ab 1092
Vratislav II., Herzog von Olmütz (1054–1059), Herzog von Böhmen (1061–1085), König von Böhmen (15. Juni 1086), (* um 1032; † 14. Januar 1092, Jagdunfall; ▭ auf Vyšehrad); ⚭ I: () Maria; ⚭ II: (1057) Adelheid von Ungarn, (* (1040); † 27. Januar 1062), Tochter von König Andreas I. von Ungarn (1015–1060) und Anastasia von Kiew (1021–1096); ⚭ III: (1062/1063) Swatawa von Polen, (* (um 1048); † 1. September 1126), Tochter von Fürst Kasimir I. Karl (1016–1058) und Maria Dobroniega (nach 1012–1087). Sie hatten folgende Nachkommen:
A1. [II] Břetislav II., Herzog von Böhmen (1092–1100), (* um 1062; † 21./22. Dezember 1100, ermordet bei Zbečno); ⚭ (September 1094) Liutgard von Bogen, († 31. Dezember (1106/1112)), Tochter von Graf Adalbert I. (Askwin) von Windberg und Bogen (–1105) und Liutgard von Beutelsbach (–1100/1104)
B1. Břetislav, geblendet (20./30. Juni 1130), († 8. März (1131 oder später))
A2. [II] Vratislav, († 19. November 1061)
A3. [II] Judith, „die Ältere“, († 25. Dezember 1086); ⚭ (um 1080) Władysław I. Herman, Fürst von Polen (1080), (* um 1043; † 4. Juni 1102 in Płock), Sohn von Fürst Kasimir I. Karl (1016–1058) und Maria Dobroniega (nach 1012–1087)
A4. [II] Ludmila, Nonne
A5. [III] Boleslav, Herzog von Olmütz, († 11. August 1091)
A6. [III] Bořivoj II., Herzog von Böhmen (1101–1107 und 1117–1120), (* um 1064; † 2. Februar 1124 in Ungarn; ▭ im Veitsdom); ⚭ (18. Oktober 1100) Gerberga (Helbirg) von Österreich, († 13. Juli 1142), Tochter von Markgraf Leopold II. von Österreich (1050–1095) und Ida von Österreich (–1101)
B1. Jaromír, († vor 1135); ⚭ () N.N.
B2. Spytihněv, urkundlich 1143, († 9. November 1157)
B3. Lupold, urkundlich 1143, (* um 1102; † um 1157)
B4. Boleslav, urkundlich 1146
B5. Albrecht, († vor 7. April 1124)
B6. Richsa, († vor 27. Februar 1124)
A7. [III] Vladislav I., Herzog von Böhmen (1109–1125), (* um 1073; † 12. April 1125); ⚭ () Rixa (Richenza) von Berg, († 27. September 1125), Tochter von Graf Heinrich I. von Berg (–nach 1122) und Adelheid von Mochental (–(1122/1125))
B1. Svantana Liutgard, († nach 19. Februar 1126); ⚭ (Juli 1124) Domvogt Friedrich IV. von Regensburg, († 11. April 1148, Zweiter Kreuzzug; ▭ auf dem Templerfriedhof in Jerusalem), (⚭ II: (um 1134) Judith (Jutta) von Vohburg, († 20. Februar (1175)), Tochter von Markgraf Dietpold III. von Vohburg (1075–1146) und Adelajda von Polen (1090/1091–1127)), Sohn von Domvogt Friedrich III. von Regensburg (–1120) und Liutgard von Windberg-Ratelberg (–(1157))
B2. Vladislav II., Herzog von Böhmen (1140–1158), König von Böhmen (18. Januar 1158 in Regensburg–1172), (* um 1110; † 18. Januar 1174 in Meerane; ▭ im Kloster Strahov); ⚭ I: (1140) Gertrud von Österreich, (* um 1120; † 8. August 1150), Tochter von Markgraf Leopold III. (1073–1136) und Agnes von Waiblingen (1072–1143); ⚭ II: (1153) Judith von Thüringen (* 1130/1135 auf der Wartburg; † nach 9. September 1174), Tochter von Landgraf Ludwig I. (–1140) und Hedwig von Gudensberg (1098–1148)
C1. [I] Friedrich (Bedřich), Herzog von Mähren in Olmütz (1169), Herzog von Böhmen (1172–1173 und 1178–1179), Herzog von Mähren (1180), (* um 1142; † 25. März 1189); ⚭ (nach 1157) Elisabeth von Ungarn, (* (1144/1145); † nach 12. Januar 1189), Tochter von Gézas II. von Ungarn (1130–1162) und Euphrosina von Kiew (1130–1186)
C2. [I] Agnes, Äbtissin im Kloster St. Georg zu Prag (1224), († 7. Juni 1228)
C3. [I] Svantopluk, urkundlich 1165, († nach 15. Oktober 1169); ⚭ (um 1164) Odola (Helwich/Adele) von Ungarn, Tochter von Gézas II. von Ungarn (1130–1162) und Euphrosina von Kiew (1130–1186)
C4. [I] Adalbert III. von Böhmen, Erzbischof von Salzburg (1168–1169 und 1183–1200), (* 1145; † 8. April 1200)
C5. [II] Ottokar I. Přemysl, urkundlich 1181, (* um 1170 in Königstädtel; † 15. Dezember 1230); ⚭ I: (1187) Adelheid von Meißen, (* nach 1160; † 1. Februar 1211 in Meißen), Tochter von Markgraf Otto des Reichen (1125–1190) und Markgräfin Hedwig von Ballenstedt (1140–1203); ⚭ II: (1198/1199) Konstanze von Ungarn, (* 1180; † 6. Dezember 1240 im Kloster Porta Coeli in Předklášteří; ▭ ebenda), Tochter von König Béla III. von Ungarn (1148–1196) und Agnes de Châtillon (1153–1184)
D1. [I] Vratislav, (* um 1201; † vor 1209)
D2. [I] Margarete Dagmar, (* um 1186; † 24. Mai 1212 in Ribe, Dänemark; ▭ in der St.-Bendts-Kirche zu Ringsted); ⚭ (1205 in Lübeck) König Waldemar II. von Dänemark, (* 28. Juni 1170; † 28. März 1241), (⚭ II: (1214) Berengaria von Portugal (* um 1195; † 27. März 1221), Tochter von Sanchos I. von Portugal (1154–1211) und Dulces (1160–1198)), Sohn von König Waldemar I. „des Großen“ von Dänemark (1131–1182) und Sophia von Minsk (1141–1198)
D3. [I] Božislava, (* nach 1197; † 6. Februar/vor 13. Mai 1238); ⚭ () Graf Heinrich I. von Ortenburg, († 15. Februar (1241)), Sohn von Graf Rapoto I. von Ortenburg (–1186) und Elisabeth von Sulzbach (–)
D4. [I] Hedwig,Nonne zu Gernrode (1211–1282)
D5. [II] Vratislav, (* (1200); † vor 1209)
D6. [II] Judith (Jutta), († 2. Juni 1230); ⚭ (1213) Bernhard von Spanheim, (* 1176/1181; † 4. Januar 1256 in Völkermarkt), Sohn von Hermann II. von Spanheim (–1181) und Agnes von Österreich (1151–1182)
D7. [II] Anna, (* 1201/1204; † 26. Juni 1265); ⚭ (1214/1218) Heinrich den Frommen, Herzog von Schlesien und Herzog von Polen, (* 1196/1207; ⚔ 9. April 1241, in der Schlacht bei Liegnitz; ▭ in der St.-Vinzenz-Kirche, Breslau), Sohn von Herzog Heinrich I. von Schlesien (–1238) und Hedwig von Andechs (–1243)
D8. [II] Agnes, († jung)
D9. [II] Wenzel I., Krönung (6. Februar 1228), König von Böhmen (1230–1253), (* 1205; † 23. September 1253 in Počaply; ▭ im Agneskloster, Prag); ⚭ (1228) Kunigunde von Schwaben, (* (Februar/März) 1202; † 13. September 1248; ▭ im Agneskloster), Tochter von Herzog Philipp von Schwaben (1177–1208) und Irene von Byzanz (1177 oder 1180/1181–1208)
E1. Vladislav III., Markgraf von Mähren, Herzog von Schlesien in Oppeln, Herzog von Troppau, Herzog von Österreich (1246–1247), († 3. Januar 1247); ⚭ (Dispens 4°, 8. Dezember 1244, nach 15. Juni 1246) Herzogin Gertrud von Mödling, Titularherzogin von Österreich und der Steiermark (1246), (* (1228); † 24. April 1288), (⚭ II: (Mitte 1248) Markgraf Hermann VI. von Baden, (* um 1225; † 4. Oktober 1250; ▭ in Klosterneuburg), Sohn von Markgraf Hermann V. von Baden (–1243) und Pfalzgräfin Irmengard bei Rhein (um 1200–1260); ⚭ III: (27. (Juni/Juli) 1252; Scheidung 1253) Prinz Roman Danilowitsch von Halicz, Fürst von Slonim und Novogródek, Rurikiden, Herzog von Österreich (1251–1252), (*(1230); † nach 1260), Sohn von Daniel Romanowitsch von Galizien (1201–1264) und Anna von Nowgorod (–vor 1252)), Tochter von (Erb-)Herzog Heinrich der Grausame von Österreich, (Babenberger), (1208–1227/1228) und Landgräfin Agnes von Thüringen (1205–vor 1247)
E2. Ottokar II. Přemysl, Wahl zum „jüngeren König“ (31. Juli 1248 in Prag, resigniert November 1249), Markgraf von Mähren (1251), Herzog von Österreich (1251), König von Böhmen (1253–1278, Krönung 1261), Herzog der Steiermark (1261), Herzog von Kärnten und Krain (1269), (* 1233; ⚔ 26. August 1278 bei Dürnkrut in der Schlacht auf dem Marchfeld; ▭ in der Krypta des Znaimer Minoritenklosters); ⚭ I: (11. Februar 1252 in Hainburg, Dispens 3° und 4° 5. Juli 1253, verstoßen 1261) Margarete von Österreich, (* 1204 oder 1205; † 2. Oktober 1267 auf der Burg Krumau am Kamp; ▭ im Stift Lilienfeld), (⚭ I: () Heinrich (VII.), römisch-deutscher König, König von Sizilien, (* 1211 in Sizilien; † 12.(?) Februar 1242 in Martirano, Kalabrien), Sohn von Kaiser Friedrichs II. (1194–1250) und Konstanze von Aragón (1184–1222)), Tochter von Herzog Leopold VI. von Österreich, Babenberger, (1176–1230) und Theodora Angeloi (1180/1185–1246); ⚭ II: (25. Oktober 1261 in Pressburg) Kunigunde (Kunguta) von Tschernigow, (* um 1245; † 9. September 1285 in Krummau; ▭ in der Erlöserkirche, Prag), (⚭ II: (2. Juni 1284 in Prag) Zawisch von Falkenstein, (* um 1250; † 24. August 1290 am Schloss Frauenberg enthauptet; ▭ im Kloster Hohenfurt), Witigonen, Sohn von Budiwoj von Krumau (vor 1220–nach 1272) und Perchta von Falkenstein (–)), Tochter von Rostislaw Michailowitsch, Fürst von Halytsch, ((1225)–1263) und Anna (Agnes) von Ungarn ((1226/1227)–)
F1. [II] Heinrich, (* 1262; † 1263)
F2. [II] Kunigunde, Nonne zu St. Franziskus (1277–1291), Äbtissin vom Georgskloster in der Prager Burg (um 1302), (* Januar 1265; 〰 2. Februar 1265; † 27. November 1321); ⚭ (1291, Scheidung vor 19. Dezember 1302) Bolesław II., Fürst von Plock (1262), Fürst von Masowien (1294), († 20. April 1313)
F3. [II] Agnes, Klarissin zu Prag, (* 5. November 1269; † 17. Mai 1296; ▭ St. Klara, Prag); ⚭ (Kontrakt 1278 in Iglau, März 1289) Graf Rudolf II. von Habsburg, Herzog von Schwaben, Elsass und dem Aargau (1282), Herzog von Österreich und der Steiermark (1283), (* 1270 in Rheinfelden; † 10. Mai 1290 in Prag; ▭ 1293 im Veitsdom, ebenda), Sohn von König Rudolf I. von Habsburg (1218–1291) und Gertrud von Hohenberg (um 1225–1281)
F4. [II] Wenzel II., König von Böhmen (1283–1305; Krönung 2. Juni 1297), Kurfürst (1289), König von Polen (1300), (* (17./27.) September 1271 auf der Prager Burg; † 21. Juni 1305 in Prag; ▭ im Kloster Zbraslav, ebenda); ⚭ I: (Kontrakt 1278 in Iglau, 24. Januar 1285 in Eger) Guta (Bona/Jutta) von Habsburg, (* 13. März 1271 in Rheinfelden; † 18. Juni 1297 in Prag; ▭ im Veitsdom, ebenda), Tochter von König Rudolf I. von Habsburg (1218–1291) und Gertrud von Hohenberg (um 1225–1281); ⚭ II: (26. Mai 1303) Elisabeth Richza von Polen, (* 1. September 1288 in Posen; † (18./19.) Oktober 1335 in Königgrätz; ▭ in Brno), (⚭ I: () Otto von Brandenburg-Stargard, (* vor 1276; † vor 25. September 1299), Sohn von Albrecht III. von Brandenburg-Stargard (um 1250–1300) und Mathilde von Dänemark (–um 1300); ⚭ III: (kurz nach 8. September 1306, vielleicht 16. Oktober 1306) Rudolf III., Graf von Habsburg, Herzog von Österreich und der Steiermark (1298–1306), König von Böhmen und Titularkönig von Polen (1306–1307), (* 1281/1282; † 4. Juli 1307 im Heereslager Horažďovice, an der Ruhr; ▭ im Veitsdom, Prag), Sohn von König Albrecht I. von Habsburg (1255–1308) und Elisabeth von Tirol (um 1262–1313)), Tochter von König Przemysł II. von Polen, (Piasten), (1257–1296) und Richiza (Rixa/Rycheza) von Schweden (1269–vor 1291)
G1. [I] Přemysl, (* 6. Mai 1288; † 19. November 1288)
G2. [I] Wenzel III., König von Ungarn (1301), König von Böhmen und Titularkönig von Polen (1305/1306), (* 6. Oktober 1289; †† 4. August 1306 in Olmütz, ermordet); ⚭ (5. Oktober 1305) Viola Elisabeth von Teschen, (* (1287/1291); † 21. September 1317; ▭ im Kloster Hohenfurt), (⚭ II: (vor 1315) Peter I. von Rosenberg, Oberstkämmerer von Böhmen, (* (1291); † 14. Oktober 1347 im Kloster Hohenfurt), (⚭ II: (September 1318) Katharina von Wartenberg, († 7. April 1318)), Sohn von Heinrich I. von Rosenberg (–1310) und Elisabeth von Dobruška (–1307)), Tochter von Herzog Mieszko I. von Teschen (1252/1256–1315) und N.N.
→ Hauptlinie der Přemysliden im Mannesstamm erloschen
G3. [I] Agnes, (* 6. Oktober 1289; † kurz nach 1296; ▭ in der Erlöserkirche, Prag)
G4. [I] Anna Přemyslovna, (* 15. Oktober 1290 in Prag; † 3. September 1313 in Kärnten; ▭ im Kloster Oberalteich); ⚭ (13. Februar 1306) Heinrich von Kärnten, König von Böhmen und Markgraf von Mähren, Titularkönig von Polen (1307–1310), Herzog von Kärnten und Krain sowie Graf von Tirol (1310–1335), (* 1280; † 2. April 1335 auf Schloss Tirol; ▭ im Stift Stams), (⚭ II: (15. September 1315 in Innsbruck) Adelheid von Braunschweig-Grubenhagen, (* 1285; † 18. August 1320), Tochter von Herzog Heinrichs I. von Braunschweig (1267–1322) und Agnes von Meißen (vor 1264–1332); ⚭ III: (Februar 1328) Beatrice von Savoyen, (* um 1310; † 1331)Tochter von Herzog Amadeus V. von Savoyen (1249–1323) und Sibylle von Baugé (1255–1294)), Sohn von Herzog Meinhard II. von Görz-Tirol (um 1238–1295) und Elisabeth von Bayern (1227–1273)
G5. [I] Elisabeth, (* 20. Januar 1292 in Prag; † 28. September 1330 in Vyšehrad; ▭ in Königsaal); ⚭ (30. August 1310 in Speyer) Johann von Luxemburg, König von Böhmen (1310–1346), Markgraf von Mähren, Graf von Luxemburg und Titularkönig von Polen (1310–1335), (* 10. August 1296; ⚔ 26. August 1346 in Crécy; ▭ in der Kathedrale von Luxemburg), (⚭ II: (1334 im Schloss Vincennes) Beatrix von Bourbon, (* vor 1320; † 23. Dezember 1383), Tochter von Herzog Louis I. de Bourbon (1279–1341) und Marie von Hennegau und Holland (1280–1354)), Sohn von Kaiser Heinrichs VII. (1278/1279–1313) und Margaretes von Brabant (1275/1276–1311)
G6. [I] Guta, (* 4. März 1293; † 3. August 1294; ▭ in Königsaal)
G7. [I] Johann, (* 26. Februar 1294; † 1. März 1294)
G8. [I] Johann, (* 21. März 1295; † 6. Dezember 1296)
G9. [I] Margareta, (* (April/Mai) 1296; † (7./8.) April 1322); ⚭ (1308/1310) Herzog Boleslaw III. von Schlesien-Brieg-Liegnitz, (* 23.(März/September) 1291; † 21. April 1352), (⚭ II: (1326) Fürstin Katharina Šubić, († (18. Februar, 5. März) 1358)), Sohn von Herzog Heinrich V. von Jauer-Liegnitz-Breslau (1245/1249–1296) und Elisabeth von Kalisch (1263–1304)
G10. [I] Guta, (* 21. Mai 1297; † (); ▭ im Klarissenkloster, Prag)
G11. [II] Agnes, (* 15. Juni 1305; † (1336)/4. Januar 1337); ⚭ (1319) Herzog Heinrich I. von Schlesien-Jauer-Schweidnitz, (* um 1294; † (6. März/15. Mai) 1345), Sohn von Herzog Bolko I. von Schweidnitz und Jauer (1250–1301) und Beatrix von Brandenburg (–(1312/1316))
G12. (illegitim mit N.N.) Johann (Wolek), Propst von Vyšehrad und Kanzler des böhmischen Königs Johann von Böhmen (1310–1334), Domherr zu Bamberg (1337), Bischof von Olmütz (1334–1351), († 27. September 1351 in Olmütz)
G13. (illegitim mit N.N.) Elisabeth, Nonne im Kloster Frauenthal (–1332), Benediktinerin im Kloster St. Georg, Prag (1332–)
F5. (illegitim mit N.N. Palczierzik) Nikolaus I., legitimiert 6. Oktober 1260, jedoch ohne das Recht auf die böhmische Thronfolge (20. Oktober 1260), Herr von Troppau (4. Juli 1269), Ritter (1273), als Nikolaus I. Begründer des Herzogtums Troppau, Herzog von Troppau (1281), (* um 1255; † 25. Juli 1318 in Brünn; ▭ in der St.-Jakobs-Kirche, ebenda); ⚭ (Januar 1285 in Eger) Adelheid von Habsburg; Nachkommen siehe hier
F6. (illegitim mit N.N. Palczierzik) Agnes; ⚭ () Bavor III., Herr von Strakonicz
F7. (illegitim mit N.N. Palczierzik) Tochter; ⚭ () N.N., Herr von Wartenberg
F8. (illegitim mit N.N. Palczierzik) Tochter; ⚭ (um 1276) N.N., Herr von Krawarz, († (1329)).
F9. (illegitim mit N.N. Palczierzik) Ješek, Priester zu Vyšehrad (1290), (* 1265/1270; † 26. August 1296; ▭ in Vyšehrad)
F10. (illegitim mit N.N. Palczierzik) Elisabeth; ⚭ () Vikard, Herr von Polná, Burggraf von Brno (1303)
F11. (illegitim mit N.N. Palczierzik) Tochter; ⚭ (nach Mai 1277) N.N., Herr von Weitra
F12. (illegitim mit Agnes von Chuenring) Elisabeth; ⚭ (1275) Heinrich V. von Kuenring, Herr von Weitra (1280), († Juli 1281 in Troppau), Sohn von Heinrich II. von Kuenring (–1293) und Kunigunde (von Dobra) (–(1303))
E3. Beatrix (Božena), (* (1230/1231); † 27. Mai 1290 in Breslau; ▭ im Klarissenkloster, ebenda); ⚭ (vor Juni 1243) Markgraf Otto III. „der Fromme“ von Brandenburg, (* 1215; † 9. Oktober 1267 in Brandenburg an der Havel; ▭ in der Kirche des Strausberger Dominikanerklosters), Sohn von Albrechts II., Markgraf von Brandenburg (1205–1220), Askanier, (vor 1177–1220) und Mathilde (Mechthild) von der Lausitz, Wettiner, (1185–1225)
E4. Agnes, († 10. Oktober 1268; ▭ im Kloster Altzella); ⚭ (1244) Markgraf Heinrich III. „der Erlauchte“ von Meißen, Landgraf von Thüringen und Pfalzgraf von Sachsen (1264), (* um 1215 in (Meißen); † vor 8. Februar 1288 in Dresden; ▭ im Kloster Altzella), (⚭ I: (1. Mai 1234) Constantia von Österreich, (* 6. (April/Mai) 1212; † vor 5. Juni 1243), Tochter von Leopold VI. von Österreich (1176–1230) und Theodora Angelina (1180/1185–1246); ⚭ II: (1270) Elisabeth von Maltitz, (* 1238/1239; † 25. Januar 1333; ▭ im Kloster Altzella)), Sohn von Markgraf Dietrich der Bedrängte (1162–1221) und Jutta von Thüringen (1184–1235)
E5. Tochter, († vor 1248; ▭ in der St. Franziskus-Kirche, Prag)
D10. [II] Vladislav II., Markgraf von Mähren (1224–1228), urkundlich 1218, (* 1207; † 10. Februar 1228)
D11. [II] Přemysl, Markgraf von Mähren (1228–1239), (* 1209; † 16. Oktober 1239); ⚭ (vor 25. September 1232) Margarete von Andechs-Meranien, († 18. Oktober 1271), (⚭ II: (2. Juni 1240) Graf Friedrich V. von Truhendingen und Dillingen, (* vor 1223; † 30. August 1274), Sohn von Friedrich IV. von Truhendingen (–1253) und N.N. (von Graisbach) (–)), Tochter von Herzog Otto I. von Andechs-Diessen (–1234) und Pfalzgräfin Beatrix von Staufen (–1231)
D12. [II] Blažena (Wilhelma Boema), Guglielmiten, (* 1210; † 24. Oktober 1281 in Mailand; ▭ im Kloster Chiaravalle Milanese)
D13. [II] Agnes, „die heilige“, Seligsprechung (1874), Heiligsprechung (12. November 1989), Nonne, dann Oberin von St. Franziskus zu Prag, (* 20. Januar 1211 in Prag; † 6. März 1282 ebenda)
C6. [II] Vladislav Heinrich, Herzog von Mähren in Olmütz (1194–1194 und 1197–1222), (* um 1160; † 12. August 1222; ▭ im Kloster Velehrad); ⚭ () Hedwig N.N. (–)
C7. [II] Richsa (Richza), († 19. April 1182; ▭ im Klosterneuburg); ⚭ (1179 in Eger) Herzog Heinrich der Ältere von Österreich-Mödling, (* 1158; † (August/September) 1223; ▭ in Heiligenkreuz), Sohn von Heinrich II. Jasomirgott von Österreich (1107–1177) und Theodora Komnena (1134–1184)
B3. Diepold I., Herzog von Mähren in Jamnitz, († (14./15.) August 1167 in Italien, an der Pest); ⚭ (1153) Markgräfin Gertrud von Brandenburg, Tochter von Markgraf Albrecht von der Nordmark (um 1100–1170) und Sophie von Winzenburg (1105–1160)
C1. Diepold II., (⚔ (21./22.) November 1190 in Palästina, 3. Kreuzzug); ⚭ (1177/1182) Adelheid von Schlesien (* nach 1165; † 29. März vor 1213), Tochter von Herzog Boleslaw I. von Schlesien (um 1135–1201) und Markgräfin Adelheid von Sulzbach (um 1126–11??)
D1. Diepold III., (* 1194/1203; † 2. April 1223)
E1. Boleslaw, († 9. April 1241)
E2. Sobjeslaw, († nach 1238)
E3. Przemysl
E4. Theobald IV., († nach 1230)
E5. Otto, († 1125/1126)
D2. Sobeslaw, (nach 1. Oktober 1247)
D3. Boleslaw, (⚔ 9. April 1241)
D4. Otto, Dompropst zu Magdeburg, († 1225)
D5. Przemysl, († jung)
C2. Hedwig, († 1201/1210/19. Februar 1211); ⚭ () Graf Friedrich I. von Brehna, Stifter des Grafengeschlechts von Brehna, Markgraf von Meißen, (* um 1126; † 4. Januar 1182; ▭ im Kloster Petersberg), Sohn von Markgraf Konrad I. von Meißen (um 1098–1157) und Luidgard (von Ravensburg) (um 1100–1146)
B4. Heinrich, († nach 1169); ⚭ () Margarete N.N., († vor 19. Januar 1186; ▭ im Kloster Doxan)
C1. Elisabeth, Nonne
C2. Margarete, Nonne
C3. Heinrich Břetislav III., Herzog von Böhmen (1193–1197), Bischof von Prag (1182–1197), († 15. Juni 1197 in Eger; ▭ im Kloster Doxan)
A8. [III] Soběslav I. Udalrich, Herzog von Böhmen (1125–1140), (* um 1075; † 14. Februar 1140 auf Burg Hostin Hradec); ⚭ (um 1123) Adelheid von Ungarn, (* (1105/1107); † 15. September 1140), Tochter von König Álmos (1074/1075–1127/1129) und Predslava Sviatopolkovna von Kiew (–)
B1. Vladislav, († 1165); ⚭ (um 1152) N.N., Tochter von Albrecht von der Nordmark (um 1100–1170) und Sophie von Winzenburg (1105–1160)
B2. Soběslav II., Herzog von Böhmen (1173–1178), (* um 1128; † 29. Januar 1180); ⚭ (1173/1177) Elisabeth von Polen, (* um 1152; † 2. April 1209), (⚭ II: () Konrad II. von Landsberg, (* nach 13. September 1159; † 6. Mai 1210), Sohn von Markgraf Dedo III. (1142–1190) und Gräfin Mechthild von Heinsberg (–1190)), Tochter von Mieszko der Alte (1126–1202) und Elisabeth von Ungarn (1128–1155)
B3. Maria von Böhmen, († um 1160; ▭ im Augustiner-Chorherrenstift in Backnang); ⚭ I: (September 1138) Markgraf Leopold IV. von Österreich, (* um 1108; † 18. Oktober 1141 in Niederaltaich; ▭ im Stift Heiligenkreuz), Sohn von Markgraf Leopold III. von Österreich (1073–1136) und Agnes von Waiblingen (1072–1143); ⚭ II: (nach 1141) Markgraf Hermann III. von Baden, (* um 1105; † 16. Januar 1160; ▭ im Stift Backnang), Sohn von Markgraf Hermann II. von Baden (um 1060–1130) und Judit von Hohenberg (um 1080–um 1123)
B4. Udalrich II., Herzog von Böhmen (1165), Herzog von Mähren (1176–1177) (* 1134; † 18. Oktober 1177); ⚭ I: () Cäcilie von Thüringen, Tochter von Landgraf Ludwig I. (1090–1140) und Hedwig von Gudensberg (1098–1148); ⚭ II: () Sophie von Wettin, Tochter von Markgraf Otto der Reiche (1125–1190) und Hedwig von Ballenstedt (1140–1203)
C1. [II] Agnes, Nonne zu Gerbstedt
B5. Wenzel II., Herzog von Böhmen (1191–1192), (* 1137; † um 1192 in Gefangenschaft)
A9. [III] Judith, „die Jüngere“, Erbin des Nisangaues und Budissins (Bautzen), (* um 1070; † 9. Dezember 1108); ⚭ (um 1085) Markgraf Wiprecht II. von Groitzsch „der Ältere“, Burggraf von Magdeburg (1118), (* um 1050; † 22. Mai 1124 in Pegau; ▭ im Kloster Pegau), Sohn von Gaugraf Wiprecht I. vom Balsamgau (–um 1050) und Sigena von Leinungen (um 1025–vor 1110)

## Troppauer Zweig der Přemysliden
(illegitim mit N.N. Palczierzik) Nikolaus I., legitimiert 6. Oktober 1260, jedoch ohne das Recht auf die böhmische Thronfolge (20. Oktober 1260), Herr von Opava (Troppau) (4. Juli 1269), Ritter (1273), als Nikolaus I. Begründer des Herzogtums Troppau, Herzog von Troppau (1281), (* um 1255; † 25. Juli 1318 in Brünn; ▭ in der St.-Jakobs-Kirche, ebenda); ⚭ (Januar 1285 in Eger) Adelheid von Habsburg. Sie hatten folgende Nachkommen:
A1. Nikolaus II., Herzog von Troppau (3. Juli 1318–1365), Herzog von Ratibor (14. Januar 1337–1365), Kämmerer des Königreichs Böhmen, Burggraf von Glatz (1350), (* um 1288; † 8. Dezember 1365); ⚭ I: (um 1318) Anna von Schlesien-Ratibor, (* (1292/1298); † vor 22. August 1340), Tochter von Primislaus von Ratibor (1258/1268–1306) und Anna von Masowien (1274/1276–1324); ⚭ II: (um 1342/11. August 1345) Herzogin Hedwig von Schlesien-Oels, (* (1329/25. März 1338); † (1351/1359)), Tochter von Konrad I. von Oels (1292/1294–1366) und Elisabeth von Schlesien-Breslau (1311/1312–1328); ⚭ III: (vor 5. August 1359) Jutta von Schlesien-Falkenberg, (* (vor 1346); † (Oktober)(nach 1378)), Tochter von Herzog Boleslaw I. (II.) von Schlesien-Falkenberg (1290/1295–1362/1365) und Euphemia von Schlesien-Breslau (1312/1313–nach 1384)
B1. [I] Euphemia, (* (1319); † vor 11. September 1352); ⚭ (1335) Herzog Ziemowit III. von Masowien, (* vor 1313/vor 1326; † 16. Juni 1381 in Płock), Sohn von Trojden I. von Masowien (1284/1286–1341) und Maria von Halytsch-Wolodymyr (vor 1293–1341)
B2. [I] Elisabeth (Elka), Nonne im Dominikanerinnenkloster Ratibor (1340), (* um 1321; † nach 4. Dezember 1386)
B3. [I] Agnes, Nonne im Dominikanerinnenkloster Ratibor (1340), (* um 1323; † 7. September 1404)
B4. [I] Anna, (* (1325); † (14./17.) März 1361; ▭ im Kloster Retz); ⚭ (vor 15. Februar 1346) Burchard XI. von Querfurt, Burggraf von Maidburg, Graf Burchard I. von Hardegg, Hauptmann zu Krems (1344), königlicher Hofmeister (1354–1358), urkundlich 1313 bis 1359, (* um 1285/1290; † 12. November 1360/1361), (⚭ I: () Czudna (von Bechin), († vor 1335)), Sohn von Burchard IX. (XII.) von Querfurt (um 1250–1297/1314) und (N.N. von Neuhaus)
B5. [I] Margareta, (* (1330); † (1363)); ⚭ (Februar 1353) Johann Heinrich von Luxemburg, Graf von Tirol (1335–1341), Markgraf von Mähren (1349–1375), (* 12. Februar 1322 in Prag; † 12. November 1375 in Brünn), Sohn von König Johann von Luxemburg (1296–1346) und Elisabeth von Böhmen (1292–1330)
B6. [I] Johann I., Herzog von (Troppau)-Ratibor (1365–1380/1382), Herzog von Troppau (1367–1377), Herzog von Jägerndorf, Freudenthal und Fürstenwalde (1377–). Stifter der Přemyslidischen Stammlinie Troppau-Ratibor, erloschen 1521, (* (1332)/nach 22. August 1340; † (16. Februar 1380/28. Oktober 1382)); ⚭ (nach 20. Januar 1361) Herzogin Anna von Glogau–Sagan († (14. Juli 1405/1. September 1405)), Tochter von Herzog Heinrich V. von Glogau-Sagan (–1369) und Anna von Płock (–1363)
C1. Johann II., „der Eiserne“, Herzog von (Troppau)-Ratibor, Jägerndorf und Freudenthal, Landeshauptmann (1388–1397), Pfandherr von Glatz und Frankenstein (1397–1422), (* um 1365; † 12. August 1424; ▭ in der Klosterkirche der Dominikanerinnen in Ratibor); ⚭ (vor 16. Januar 1407) Prinzessin Helena von Litauen († nach 2. März 1449), Tochter von Fürst Koributas (Korybut) Dimitry von Litauen, Prinz von Nowogrod-Siewierski, ((1331)–nach 1404) und Anastasia Olegovna von Rjasan (–nach 12. August 1399)
D1. Nikolaus V. (VI.), gemeinsam mit seinem Bruder Wenzel III. Herzog von (Troppau)-Ratibor, Jägerndorf, Freudenthal und Rybnik, (* (1400); † 27. Dezember 1452); ⚭ I: (um 1435) Margarethe Clemm von Ellguth; ⚭ II: (1451) Barbara Rockenberg († nach 12. Juni 1452), (⚭ I: () Wilhelm Olbuczów, Bürger zu Krakau; ⚭ II: () Georg Orienth, Bürger zu Krakau)
E1. Johann IV., Herzog von Jägerndorf, Loslau und Lobenstein (1452–1474), abgesetzt 1474 durch Matthias Corvinus, (* um 1435; † 1483 in Loslau)
E2. Wenzel V., Herzog von Jägerndorf (1452–1464), Herzog von Rybnik und Pless (1461–1474), (* um 1440; † (23. Januar/23. Juni) 1478 in Glatz, in Gefangenschaft)
E3. Barbara, Herzogin von Jägerndorf (1491), (* um 1445; † 1510); ⚭ (1475) Herzog Johann IV. von Teschen-Auschwitz (* 1426/1430; † 28. Oktober 1495/21. Februar 1497), (⚭ I: (1465) Katharina N.N.), Sohn von Herzog Kasimir I. (um 1396–1434) und Anna von Glogau-Sagan (–1426/1433)
E4. Machna, (* um 1450; † (4. Januar/28. Juli) 1508); ⚭ (nach 12. August 1482) Herzog Kasimir II. von Teschen-Zator (* vor 1450; † (8. Januar/7. Juli) 1490), Sohn von Herzog Wenzel I. von Auschwitz-Zator (um 1415/1418–1465) und Maria Kopczowska (–nach 1468)
E5. Nikolaus, († jung, nach 22. Dezember 1452)
D2. Wenzel III., gemeinsam mit seinem Bruder Nikolaus V. (VI.) Herzog von Troppau-Ratibor und Jägerndorf (1424–1437), ab 1437 alleiniger Herzog von Ratibor, (* um 1405; † 29. Oktober 1456; ▭ in der Klosterkirche der Dominikanerinnen in Ratibor); ⚭ (15. Oktober 1437) Margarethe (Małgorzata) von Szamotuł († 5. November 1464), (⚭ I: () Kasimir II. von Bels oder von Płock und Kujawien (* 1396/1407; † 1442), Sohn von Ziemowit IV. von Masowien (–1426) und Alexandra von Litauen (–1434), Tochter von Vinzenz von Szamotuły (–) und N.N. (–))
E1. Johann V. (III./I.), „der Jüngere“, Herzog von Ratibor (1456–1493), (* um (1440/1446); † 14. April 1493); ⚭ (um 13. Januar 1478) Magdalena von Oppeln († Mai 1501), Tochter von Herzog Nikolaus I. von Oppeln (um 1420–1476) und Herzogin Magdalena von Liegnitz (–1497)
F1. Nikolaus VI. (VII.), Herzog von Ratibor (1493–1506), (* um 1478; † 3. November 1506); ⚭ (1505) Anna von Tęczyński († um 1530), (⚭ II: (nach 1506) Jan Kosciolecz), Tochter von Zbigniew Tęczyński Starost von Lemberg, Krakauer Unterkämmerer, (–) und N.N. Suchorzewska (–)
F2. Johann IV. (VI./II.), Herzog von Ratibor (1493–1506), (* (Februar/April) 1483; † (3. November/19. Dezember) 1506)
F3. Valentin, gemeinsam mit seinen Brüdern Nikolaus VI. und Johann IV. Herzog von (Troppau)-Ratibor (1493–1506), danach alleiniger Herzog von (Troppau)-Ratibor, Herr zu Oderberg (1506), (* um 1485; †† 13. November 1521; ▭ in der Klosterkirche der Dominikanerinnen in Ratibor)
→Familie erloschen (ultimus familiae) – Das Herzogtum (Troppau)-Ratibor fiel entsprechend dem Erbvertrag von 1512 an Johann II. von Oppeln, der beide Herzogtümer zum Herzogtum Oppeln-Ratibor verband.
F4. Magdalena, († jung)
E2. Katharina, († um 1480); ⚭ (vor 1461) Włodko/Władisław von Domoborz, Kastellan von Nakel, († 1467, enthauptet zu Kalisch)
E3. Helena, (* um 1445; † um 1480); ⚭ (vor 1464) Jan Ostroróg, Wojewode von Posen, Berater König Kasimir IV. Jagiełło und Johann Albrechts, Kastellan von Meseritz, (* 1436; † 22. September 1501)
E4. Anna, (* um 1450; † um 1480)
D3. Margareta, Herzogin von Ratibor, (* um 1410; † 5. Juli 1459); ⚭ I: (1426/30. Juli 1433) Herzog Kasimir I. von Auschwitz, Herzog von Tost sowie von halb Gleiwitz (1416–), (* um 1396; † 7. April 1434; ▭ in der Teschener Dominikanerkirche), (⚭ I: (1414/1417) Anna von Glogau und Sagan († 1426/1433), Tochter von Herzog Heinrich VIII. von Glogau und Sagan (1357/1363–1397) und Katharina von Oppeln (–1420)), Sohn von Herzog Primislaus I. von Auschwitz (1362/1370–1406) und N.N. (–); ⚭ II: (1435/1437) Herzog Ziemowit V. von Masowien, Prinz von Gostynin, (* (1389); † 17. Februar 1442), Sohn von Herzog Ziemowit IV. von Masowien, Herzog von Płock und Kujawien, (vor 1352–1426) und Prinzessin Alexandra von Litauen (um 1360–1434)
C2. Nikolaus IV., gemeinsam mit seinem Bruder Johann II. „der Eiserne“, Herzog von Ratibor und Freudenthal (1405), (* um 1370; † um 1406)
C3. Margareta, (* um 1380; † vor 7. September 1407); ⚭ (1. Januar 1406) Boleslaus I. von Teschen, Herzog von Teschen (1410–1431), Herzog von Auschwitz (1410–1414), Herzog von halb Glogau (1410–1431), (* nach 1363; † 6. Mai 1431), (⚭ II: () Euphemia von Masowien († 1447), Tochter von Herzog Ziemowit IV. von Masowien (vor 1352–1426) und Prinzessin Alexandra von Litauen (um 1360–1434)), Sohn von Herzog Przemislaus I. (1332/1336–1410) und Elisabeth von Beuthen-Cosel (–1373)
B7. [II] Nikolaus III., Herzog von Troppau (1367–1377), Herzog von Leobschütz (1377–1394), (* um 1339; † 9. Juli 1394)
B8. [III] Anna, Klarissin zu Troppau (1397), (* nach 14. März 1361; † nach 7. August 1398); ⚭ (nach 24. April 1379) Peter II. von Sternberg († 1. März 1397/7. Juli 1397)
B9. [III] Wenzel I., Herzog von Troppau (1367–1381), (* nach 1359; † 1381)
B10. [III] Přemysl I., Herzog von Troppau (1367–1433), Herzog von Leobschütz (1394–), (* (1365/1366); † 28. September 1433); ⚭ I: (um 1395) Anna von Lutz († nach 17. August 1404); ⚭ II: (um 1405) Katharina von Münsterberg († 23. (April/Mai) 1422), Tochter von Herzog Bolko III. von Münsterberg (1344/1348–1410) und Eufemia von Beuthen-Cosel (–1411); ⚭ III: (um 1425) Helena von Bosnien († 2. Februar 1434/7. März 1435)
C1. [I] Wenzel II.,  minorenn (1416), Herr von Leobschütz (vor 1428), Herzog von Troppau und Leobschütz (1433–1448), (* um 1397; † 1446); ⚭ (um 1420) Elisabeth von Krawarn († 7. Juni 1443/2. Juli 1453)
D1. Johann I. Hanuš, Herzog von Troppau in Loslau (1447–1454), Herr auf Fulnek (1448–1454), (* um 1420; † vor 2. Juli 1454)
D2. Johann II. Pius, Herzog von Troppau und Leobschütz (1448–1464), Herr auf Fulnek (1454–1464), (* um 1425; †† um 1485); ⚭ () Katharina N.N. († 12. März (1460))
→ Stammlinie Troppau im Mannesstamm erloschen – Das Herzogtum Leobschütz zog König Matthias Corvinus als erledigtes Lehen ein. Anschließend übertrug er es seinem Sohn Johann Corvinus
D3. Anna, (* um 1430; † 29. April 1478); ⚭ (Dezember 1460) Johann von Hasenburg auf Budin, Kanzler und Oberst-Hoflehensrichter von Böhmen, († 15. April 1495), (⚭ I: () Katharina von Častolowitz, Tochter von Puta d. J. von Častolowitz (–1434) und Anna von Kolditz († 1467)), Sohn von Nikolaus I. von Hasenburg auf Libochowitz (–1459) und Škonka von Kunstadt, Erbin der Burg Kost, (um 1398–1459)
C2. [I] Nikolaus IV. (V.), Herzog von Troppau und Herr auf Zuckmantel (1433–1437), (* um 1400; † nach 15. Oktober 1437)
C3. [II] Agnes, (* um 1404; † nach 22. Mai 1437); ⚭ I: (um 1420) Johann VI. von Krawarn und Neutischtein, († 1432/1434); ⚭ II: (um 1434) Georg I. von Sternberg und Odrau (* vor 1418; † 1438), Sohn von Albert von Sternberg (–1413/1414) und Elisabeth von Krawarn (–um 1453)
C4. [II] Wilhelm, Herzog von Troppau (1434–1452), Herzog von Münsterberg (1443–1452), (* um 1410; † 15. August 1452; ▭ in der Heilig-Geist-Kirche, Troppau); ⚭ (um 1435) Salome von Častolowitz († 26. Februar 1489), Tochter von Puta II. von Častolowitz (–1434) und Anna von Kolditz (–1467)
D1. Friedrich, Herzog von Troppau (1452–1456), (* um 1440; † um 1470)
D2. Katharina, (* 1443; † 14. April 1505); ⚭ (um 1460) Herzog Johann II. von Sagan und Glogau (* 16. Juni 1435; † 22. September 1504 in Wohlau), Sohn von Herzog Johann I. von Sagan und Glogau (1385–1439) und Scholastica von Sachsen-Wittenberg (1391–1463)
D3. Wenzel IV. (III.), Herzog von Troppau in Steinau (1452–1474), (* um 1445; † 2. Februar 1474 in Steinau)
D4. Přemysl III., Herzog von Troppau, immatrikuliert an der Universität Krakau (1464), Herzog von Münsterberg (1466), Domherr von Breslau, Olmütz, Wien, Propst der Pfarrei St. Othmar in Mödling, (* um 1450; † 17. Februar 1493; ▭ in der Pfarrkirche St. Othmar, Mödling)
D5. Anna, Äbtissin des Klosters Trebnitz (24. Juli 1469–), (* um 1448; † 15. August 1515)
C5. [II] Guta (Jutta), (* um 1415; † 1445); ⚭ (um 1435) Graf Georg II. von Bösing († nach 1450/1467)
C6. [II] Ernst, Herzog von Troppau (1434–1461) und Münsterberg (1453–1455), (* um 1415; † (1460/1464))
C7. [III] Přemysl II., Herzog von Troppau (1433–), Mitglied des Breslauer Domkapitels (1446–), (* um 1423/1425; † 16. Juni 1478; ▭ in der Hl.-Kreuz-Kirche, Breslau)
C8. [III] Katharina, (* um 1425; † 1475); ⚭ () Johann Jitschin von Cimburg auf Jitschin, Rosenau und Vsetín, Botschafter des Königs Georg von Podiebrad, († 1475)
C9. [III] Hedwig, Äbtissin des Klosters Trebnitz, (* um 1430; † um 1500)
A2. Wenzel, Kanoniker in Prag und Olmütz (1324), (* (1290); † nach 5. März 1367)
A3. Johann, (* (1300); † 1325)